# 龙潭河水库
龙潭河水库是中国湖北省黄冈市黄州区境内的一座水库，位于举水龙潭河上游夫子河上，建于1977年。水库正常库容为1300万立方米，集雨面积为29平方千米，海拔为175.4米。